# Glasnost
Glasnost (Russisch: гласность, openheid) is een Russisch woord dat in 1986 door Michail Gorbatsjov op het 27e partijcongres van de Communistische Partij van de Sovjet-Unie als leus werd geïntroduceerd.
Michail Gorbatsjov probeerde de glasnost samen met de perestrojka (staatkundige en economische hervormingen) in te voeren in een poging de centraal geleide economie van de Sovjet-Unie weer op de rails te krijgen. Daarnaast werd indertijd nog een derde term gehanteerd: uskorenie (versnelling). Deze lijkt echter in de vergetelheid geraakt, mogelijk door negatieve associaties bij dit begrip.
Tot halverwege de jaren 1980 was 'glasnost' een heel neutraal woord. Door de hervormingen in de Sovjet-Unie kreeg het een ideologische lading en raakte het wereldwijd bekend. Al snel na zijn aantreden in maart 1985 sprak Gorbatsjov over de noodzaak van hervormingen in de Sovjet-Unie. Een van de belangrijke steunpilaren daarvoor was openheid over het handelen van de staat: als het volk daar geen inzicht in had, kon het ook niet betrokken zijn bij het bestuur van het land - arbeiderszelfbestuur, essentieel voor het communisme. Gorbatsjov greep terug op de 'democratische' principes van het leninisme en plakte daar het etiket glasnost op. De openheid bracht ook met zich mee dat misstanden in het land aan de kaak gesteld konden worden; een zekere mate van vrijheid van meningsuiting dus. Daarnaast houdt het de mogelijkheid tot openheid en transparantie van overheidsactiviteiten in, oftewel de vrijheid van het verspreiden van informatie.
Ondanks de invoering van deze openheid kon de ineenstorting van dit systeem niet meer afgewend worden. De 'glasnost' was namelijk tevens een katalysator voor etnische groepen en volken om hun stem te laten horen en onafhankelijkheid te eisen. Men kan stellen dat de glasnost heeft bijgedragen aan het uiteenvallen van de Sovjet-Unie.
| . |